# نيلي روسيل
نيلي روسيل (بالفرنسية: Nelly Roussel)‏ هي لاسلطوية فرنسية، ولدت في 5 يناير 1878 في باريس في فرنسا، وتوفي بنفس المكان في 18 ديسمبر 1922 بسبب سل.